# Hydroniscus abyssi
Hydroniscus abyssi là một loài chân đều trong họ Haploniscidae. Loài này được Hansen miêu tả khoa học năm 1916.